# Mountaineers de Hazleton
Les Mountaineers de Hazleton (en anglais : Hazleton Mountaineers) étaient une équipe américaine de basket-ball, basée à Hazleton en Pennsylvanie. L'équipe est surtout connue comme étant l'une des 6 franchises originelles de la Eastern Professional Basketball League. Ce fut la première équipe de la ligue à accueillir des joueurs noirs (Bill Brown, Zack Clayton et John Isaacs, en provenance des Rens de New York).

## Historique
À l'issue de la saison 1947-1948, l'équipe des Mountaineers de Hazleton disparait. Elle renaît cependant à la mi-saison la saison 1951-1952, la nouvelle franchise dénommée les Greens d'Ashland (Ashland, Pennsylvanie) déménage pour reprendre le nom de Mountaineers de Hazleton. Elle disparait cependant à la fin de cette saison, déclarant même forfait pour les 7 derniers matchs.

## Noms successifs
- 1946 - 1948 : Mountaineers de Hazleton
- 1948 - 1951 : l'équipe n'existe plus
- 1951 - 1952 : Greens d'Ashland puis Mountaineers de Hazleton

## Palmarès
- Finaliste de la Eastern Professional Basketball League : 1948